# Јосиф Костић
Јосиф J. Костић (Лесковац, 13. август 1877 — Швајцарска, око 1960) био је српски и југословенски армијски генерал, сенатор и министар.

## Биографија
Био је учесник Мајског преврата у коме је имао задатак да убије капетана Љубомира Костића ако би се поколебао да доведе чету Краљеве гарде пред двор. До тога није дошло јер се  Костић појавио са гардом пред двором.
Од 1912. године један од најистакнутијих чланова Беле руке. На Солунском процесу био је судија Великог војног суда.

### Напредовање у чиновима
- 21. октобар 1923. — дивизијски ђенерал
- 17. децембар 1930. — армијски ђенерал

### Напредовање у служби
- 17. септембар 1923. — 30. децембар 1925: командант Моравске дивизије
- 30. децембар 1925. — 17. фебруар 1927: командант Дринске дивизије
- 17. фебруар 1927. — 16. септембар 1930: командант Војне академије
- 16. септембар 1930. — 31. јул 1938: командант 5. армије

### Период током Другог светског рата
Ангажовање у Недићевој влади:
- Министар пошта, Телеграфа од 29. августа 1941. до 4. октобра 1944. г.
- Вршилац дужности Министра саобраћаја до 7. октобра 1941. г.[3]

Како су саобраћајни и телекомуникациони објекти биле прве мете устаничких саботажа, Недић је у својој Влади народног спаса на места министра саобраћаја и министра поште поставио генерале Ђуру Докића и Јосифа Костића.
Костић је 4. октобра 1944. са неколико других недићевских министара побегао из Београда у Беч.